# Панджшер (футбольный клуб)
«Панджшер» (тадж. Панҷшер — Пять львов) — таджикистанский футбольный клуб из города Балх, представляющий также район Джалолиддина Балхи. Победитель первой лиги 2023. Участник Высшей лиги чемпионата Таджикистана.

## Названия
- 1973 — «Труд».
- 1984—1987 — «Мехнат».
- 1994—1995 — «Динамо».
- 1996 — «Мехнат».
- 1997 — «СКА-Панджшер».
- 1998—2003 — «Панджшер».
- 2005 — «Мехнат».
- 2009 — «Панджшер».
- 2011 — «Руми».
- 2012—н. в. — «Панджшер».

## История
Клуб в Колхозабаде был основан в 1973 году под названием «Труд», в советское время выступал в соревнованиях коллективов физкультуры.
В 1997 году дебютировал в Высшей лиге чемпионата Таджикистана под названием СКА-«Панджшер». По некоторым сведениям, клуб получил место в элите в результате объединения с командой СКА, игравшей в Высшей лиге в 1995—1996 годах.
В 1998—2003 годах бессменно выступал в чемпионате под названием «Панджшер». В 2001 году завоевал серебряные медали, но это был единственный значимый успех клуба (в остальных сезонах он занимал места в середине или нижней половине таблицы).
После сезона-2003 «Панджшер» покинул Высшую лигу, играя в Первой лиге в 2005, 2009 и с 2011 года. В 2012 году клуб одержал победу в душанбинской зоне Первой лиги и заслужил право вновь играть на высшем уровне.
Однако в 2013 году «Панджшер» провёл в Высшей лиге лишь 5 матчей, в которых набрал 1 очко, после чего отказался от участия в чемпионате. В 2014 году клуб снова участвовал в турнире Первой лиги.
В 2015 году «Панджшер» официально перешёл на новый логотип, который пришел на смену эмблеме, разработанной в 1973 году. Главный элемент логотипа — 5 львов — остался прежним, претерпев лишь незначительные изменения. Однако фанаты «бело-красных» новую эмблему не очень признают. Как сообщал тренер клуба Бахтиер Хакимов, новый логотип представляет собой стилизованное изображение львов, выполненное в цветах руминского клуба. В эмблему заключены изображения 5 львов (прозвище), название команды, название города и год основания клуба.
Со второго круга «Панджшер» выступал с новой символикой. Также в соответствии с новым логотипом был разработан фирменный стиль клуба. Автором логотипа стал Аверин Антон, проживающий в России (Ярославская область, город Гаврилов-Ям).

### Клубные цвета
| Зелёный | Белый |

## Стадион
Домашняя арена футбольного клуба «Панджшер» — стадион имени Уктама Маматова (Хатлонская область, район Джалолиддина Балхи, улица Советская), который вмещает 5000 зрителей. Он был построен в 1974 году. В данный момент идет ремонт (по состоянию на 2015 год), дата его окончания пока не известна.

## Достижения
- Серебряный призёр чемпионата Таджикистана: 2001.
- Победитель Первой лиги чемпионата Таджикистана: 2012, 2016, 2023[3].
- Бронзовый призёр Кубка ФФТ-2018[4].

## Тренерский штаб
| Должность      | Имя                |
| -------------- | ------------------ |
| Главный тренер | Боир Игамбердиев   |
| Старший тренер | Бахтиер Хакимов    |
| Медиа-офицер   | Раимджон Нуридинов |
| Врач           | Миршакар Ширинов   |